# San Giacomo delle Segnate
San Giacomo delle Segnate (lombardul: San Iàcum) település Olaszországban, Lombardia régióban, Mantova megyében. Lakosainak száma 1487 fő (2023. január 1.). San Giacomo delle Segnate Concordia sulla Secchia, San Giovanni del Dosso és Quistello községekkel határos.

## Népesség
A település lakossága az elmúlt években az alábbi módon változott:
| Lakosok száma | 1595 | 1552 | 1487 |
|               | 2017 | 2018 | 2023 |